# Wereldbeker schaatsen 2009/2010 - Ploegenachtervolging mannen
De Ploegenachtervolging voor mannen tijdens de wereldbeker schaatsen 2009/2010 begon op 15 november 2009 in Heerenveen en eindigde in maart 2010 eveneens in Heerenveen. Titelverdediger was de Canadese ploeg.
Deze wereldbekercompetitie was tevens het kwalificatietoernooi voor de Olympische Winterspelen van 2010.

## 2008/2009 Eindpodium
| Medaille | Land   | Punten |
| -------- | ------ | ------ |
| Goud:    | Canada | 310    |
| Zilver:  | Italië | 220    |
| Brons:   | Japan  | 210    |

## Podia
| Wedstrijd:     | Goud: | Tijd    | Zilver:                                             | Tijd    | Brons:                                                             | Tijd    |
| Heerenveen     | Nederland Jan Blokhuijsen Remco Olde Heuvel Koen Verweij Verenigde Staten Shani Davis Chad Hedrick Trevor Marsicano | 3.43,94 |                                                     |         | Italië Matteo Anesi Enrico Fabris Luca Stefani                     | 3.45,62 |
| Calgary        | Nederland Jan Blokhuijsen Sven Kramer Carl Verheijen                                                                | 3.38,05 | Canada Mathieu Giroux Lucas Makowsky Denny Morrison | 3.39,17 | Noorwegen Håvard Bøkko Fredrik van der Horst Sverre Lunde Pedersen | 3.41,59 |
| Salt Lake City | Noorwegen Håvard Bøkko Henrik Christiansen Mikael Flygind Larsen                                                    | 3.39,55 | Italië Matteo Anesi Enrico Fabris Luca Stefani      | 3.39,72 | Canada Steven Elm Mathieu Giroux Lucas Makowsky                    | 3.40,34 |
| Heerenveen     | Noorwegen Håvard Bøkko Henrik Christiansen Mikael Flygind Larsen                                                    | 3:42.77 | Canada Mathieu Giroux Lucas Makowsky Denny Morrison | 3:44.30 | Verenigde Staten Ryan Bedford Shani Davis Jonathan Kuck            | 3:48.35 |

## Eindstand
| #      | Land             | Schaatsers                                                                                           | HVN | CAL | SLC | HVN | Totaal |
| ------ | ---------------- | --- | --- | --- | --- | --- | ------ |
| Goud   | Noorwegen        | Bøkko, Christiansen, Van der Horst, Larsen, Pedersen                                                 | 60  | 70  | 100 | 150 | 380    |
| Zilver | Nederland        | Blokhuijsen, Ket, Kramer, R. Olde Heuvel, W. Olde Heuvel, Verheijen, Verweij, B. de Vries, Wennemars | 100 | 100 | 60  | 90  | 350    |
| Brons  | Canada           | Elm, Giroux, Makowsky, D. Morrison                                                                   | 36  | 80  | 70  | 120 | 306    |
| 4      | Verenigde Staten | Bedford, Davis, Hansen, Hedrick, Kuck, Marsicano                                                     | 100 | 40  | 40  | 105 | 285    |
| 5      | Italië           | Anesi, Fabris, Stefani                                                                               | 70  | 28  | 80  | -   | 178    |
| 6      | Japan            | Dejima, Hirako, Sugimori                                                                             | 45  | 60  | 50  | -   | 155    |
| 7      | Zweden           | Eriksson, Friberg, Röjler                                                                            | 50  | 50  | 36  | -   | 136    |
| 8      | Rusland          | Jesin, Lalenkov, Roemjantsev, Skobrev                                                                | 32  | 45  | 32  | -   | 109    |
| 9      | Polen            | Druszkiewicz, Niedźwiedzki, Szymański                                                                | 40  | 32  | 21  | -   | 93     |
| 10     | Duitsland        | Beckert, Dallmann, Heythausen, Lehmann, Schneider, Weber                                             | 28  | 36  | 28  | -   | 92     |
| 11     | Zuid-Korea       | Choi, Ha, Lee J-w, Lee S-h, Song                                                                     | 24  | 14  | 45  | -   | 83     |
| 12     | Kazachstan       | Babenko, Bondarsjoek, Koezin, Zjigin                                                                 | 16  | 21  | 24  | -   | 61     |
| 13     | China            | Gao, Jin, Sun                                                                                        | 18  | 24  | -   | -   | 42     |
| 14     | Roemenië         | Anghel, Grozea, Ion                                                                                  | -   | 16  | 18  | -   | 34     |
| 15     | Tsjechië         | Haselberger, Kulma, Sáblík                                                                           | 14  | 18  | -   | -   | 32     |
| 16     | Frankrijk        | Briand, Contin, Loy                                                                                  | 21  | -   | -   | -   | 21     |